# Gonikoppal
Gonikoppal is een census town in het district Kodagu van de Indiase staat Karnataka. 

## Demografie
Volgens de Indiase volkstelling van 2001 wonen er 7251 mensen in Gonikoppal, waarvan 52% mannelijk en 48% vrouwelijk is. De plaats heeft een alfabetiseringsgraad van 78%. 